# Zegeldrukkerij van Mechelen
De Zegeldrukkerij van Mechelen is de drukkerij in Mechelen waar de Belgische postzegels van bpost en de spoorzegels van de Nationale Maatschappij der Belgische Spoorwegen (NMBS) worden gedrukt.
De zegeldrukkerij is in 1993 opgericht en verving de Atelier du timbre de Bruxelles, die reeds in 1868 was verhuisd naar Mechelen.
Naast de Belgische postzegels verzorgt de zegeldrukkerij ook het vervaardigen van Ierse en Luxemburgse postzegels. In het verleden was dit ook het geval voor de postzegels van Ivoorkust en Zaïre, de huidige Democratische Republiek Congo.
Op 17 januari 2013 bezocht prinses Mathilde de zegeldrukkerij. Daarbij gaf ze haar goedkeuring tot drukken van postzegels die werden uitgebracht naar aanleiding van de veertigste verjaardag van de prinses. Ze werd hierbij ontvangen door de Mechelse burgemeester Bart Somers en Johnny Thijs, CEO van bpost.
In hetzelfde jaar, op 15 oktober 2013, bezocht koning Filip de zegeldrukkerij om er zijn goedkeuring tot drukken te geven van de eerste postzegels met zijn beeltenis.